# Comuna Pădureni, Vaslui
Pădureni este o comună în județul Vaslui, Moldova, România, formată din satele Căpotești, Davidești, Ivănești, Leoști, Pădureni (reședința), Rusca, Todireni și Văleni.

## Demografie
Componența etnică a comunei Pădureni
     Români (91,79%)
     Alte etnii (0%)
     Necunoscută (8,21%)
Componența confesională a comunei Pădureni
     Ortodocși (91,36%)
     Alte religii (0,15%)
     Necunoscută (8,5%)
Conform recensământului efectuat în 2021, populația comunei Pădureni se ridică la 3.436 de locuitori, în scădere față de recensământul anterior din 2011, când fuseseră înregistrați 4.028 de locuitori. Majoritatea locuitorilor sunt români (91,79%), iar pentru 8,21% nu se cunoaște apartenența etnică. Din punct de vedere confesional, majoritatea locuitorilor sunt ortodocși (91,36%), iar pentru 8,5% nu se cunoaște apartenența confesională.

## Politică și administrație
Comuna Pădureni este administrată de un primar și un consiliu local compus din 13 consilieri. Primarul, Temistocle Diaconu[*], de la Partidul Social Democrat, este în funcție din 1990. Începând cu alegerile locale din 2024, consiliul local are următoarea componență pe partide politice:
|  | Partid                          | Consilieri | Componența Consiliului | Componența Consiliului | Componența Consiliului | Componența Consiliului | Componența Consiliului | Componența Consiliului | Componența Consiliului | Componența Consiliului |
|  | ------------------------------- | ---------- | ---------------------- | ---------------------- | ---------------------- | ---------------------- | ---------------------- | ---------------------- | ---------------------- | ---------------------- |
|  | Partidul Social Democrat        | 8          |                        |                        |                        |                        |                        |                        |                        |                        |
|  | Partidul Național Liberal       | 3          |                        |                        |                        |                        |                        |                        |                        |                        |
|  | Alianța pentru Unirea Românilor | 1          |                        |                        |                        |                        |                        |                        |                        |                        |
|  | Uniunea Salvați România         | 1          |                        |                        |                        |                        |                        |                        |                        |                        |

## Dezvoltare
Comuna Pădureni din județul Vaslui este compusă din șapte sate (Căpotești, Davidești, Ivănești, Leoști, Pădureni, Rusca, Todireni, Văleni), iar centrul de comună este satul Pădureni.
Despre dezvoltarea localității în timpul administrației Diaconu, primarul a declarat într-un interviu pentru HotNews: „Chiar după desființarea CAP-urilor, oamenii au fost înțelepți, nu au distrus nimic, la propunerea mea, și am reușit să creăm un sector de gospodărire comunală. Înțelepciunea lor a fost răsplătită, pentru că și-au dat seamă că dacă le-ar fi distrus, am fi fost mult mai săraci decât eram”. Localitatea a atras atenția presei pentru un număr de reușite ale administrației, la nivel de infrastructură, educație și agrement.